# Surtur (Marvel Comics)
(Surtur in Thor: Ragnarok)
Surtur è un personaggio dei fumetti, creato da Stan Lee (testi) e Jack Kirby (disegni), pubblicato dalla Marvel Comics. È un demone malvagio appartenente alla mitologia scandinava, nemico giurato di Thor.

## Biografia

### Origini
Surtur è un demone del fuoco nativo di Muspelheim, uno dei nove mondi della mitologia norrena, egli risiede alla fine del mondo in attesa del Ragnarok, quando ucciderà gli uomini e gli dei. Al suo primo scontro con Odino, dopo aver formato una alleanza con i Troll e cercato di distruggere il mondo, fu imprigionato dal padre degli Dei all'interno della Terra; sperando di essere liberato inviò al suo carceriere un cavallo alato.

### Era moderna
Liberato da Loki, insieme al gigante delle tempeste Skagg invade la Terra dove viene contrastato dalle forze riunite di Odino, Thor e Balder; è proprio il tonante a fermarlo, intrappolandolo in un meteorite di metallo magnetico. In seguito, la profetessa Volla predice che la liberazione di Surtur da parte di Loki sarà la causa finale del Ragnarok e della distruzione degli Dei norreni. Evocato nuovamente sulla Terra dai figli di Satannish, assieme al gigante Ymir attacca i Vendicatori, il Cavaliere Nero ed il Dottor Strange che riescono a sconfiggerlo mettendolo contro il suo alleato. Surtur tenta di invadere Asgard durante il regno di Loki, causandone la caduta, ma è infine respinto e imprigionato. Il demone riappare brandendo l'enorme spada Crepuscolo e invia un'orda di demoni ad invadere la Terra, mentre gli eroi terrestri combattono gli invasori, in Asgard, Surtur sconfigge sia Thor che Odino; infine, Loki inganna il demone con un'illusione permettendo ad Odino di riprendersi ed immolarsi gettandosi con il nemico in una spaccatura dimensionale. Dopo una lunga assenza, Odino torna ad Asgard, nessuno si accorge che il padre degli Dei è sotto il controllo di Surtur fino a che il demone non ricrea la sua forma fisica e attacca Thor che riesce a esiliarlo nel Mare della Notte Eterna.

### Ragnarok
Scomparso nell'ultimo Ragnarok, il suo scheletro piomba su Asgard, brandendo ancora la spada Crepuscolo, sotto gli occhi attoniti di Beta Ray Bill; in seguito alla resurrezione degli Dei norreni, è ritrovato da Thor in un limbo magico dove ogni giorno si ripete la sua battaglia con Odino. Risorto, stipula un accordo con Loki e con un gruppo di esseri conosciuti come gli Dei di Manchester, al fine di deporre gli dei nativi delle isole britanniche. Alla sua ultima apparizione dà alle fiamme l'albero Yggdrasil in preparazione del suo assalto ad Asgard.

## Poteri e abilità
Surtur è un immenso e malevolo demone del fuoco, dotato di forza e resistenza incredibili. Ha la capacità di generare e controllare le fiamme ed è vulnerabile al freddo intenso. Brandisce Crepuscolo, conosciuta anche come la Spada del Destino, forgiata distruggendo la galassia d'origine di Beta Ray Bill, Crepuscolo è in grado di incanalare la magia, specialmente la magia basata sul fuoco. Apparentemente indistruttibile, può cambiare le proprie dimensioni con il proprietario. In grado di incanalare la Fiamma Eterna, con la quale può distruggere tutti e 9 i mondi. Capace di tagliare attraverso lo spazio ed il tempo.

## Altri media

### Animazione
- Surtur ha un cameo nel film animato del 2009 Hulk Vs. Thor.
- Il personaggio è un antagonista secondario del film animato del 2011 Thor: Tales of Asgard.

### Cinema
Surtur, interpretato da Taika Waititi con voce originale di Clancy Brown, appare come antagonista minore nel film del Marvel Cinematic Universe Thor: Ragnarok (2017), in cui il demone malvagio riesce nell'intento di distruggere Asgard, uccidendo anche la Dea della Morte Hela.

### Televisione
- Surtur compare in un episodio della serie animata L'Uomo Ragno e i suoi fantastici amici.
- Surtur compare nella serie animata Avengers - I più potenti eroi della Terra.
- Il personaggio compare anche nella serie animata Avengers Assemble.
- Surtur compare nella serie animata del Marvel Cinematic Universe What If...?.